# Сулейман Джерби
Сулейман аль-Джерби (араб. سليمان الجربي‎) — ливийский политик, дипломат и государственный деятель. Был министром иностранных дел Королевства Ливия с 4 мая 1961 года по 27 января 1962 года.